# 샘 브라운 (가수)
사만다 "샘" 브라운(영어: Samantha "Sam" Brown, 1964년 10월 7일 ~ )은 영국의 싱어송라이터이다.

## 생애
런던에서 로큰롤 스타인 조 브라운과 가수 비키 브라운의 딸로 태어났다.
그녀는 1980년대 후반의 업적으로 가장 잘 알려져 있지만, 그 이후로도 작품을 계속 냈다. 그녀의 가장 잘 알려진 노래는 1988년에 발표된 'Stop!'이다. 그녀는 동명의 앨범을 그 해에 발표했고, 그 뒤 수많은 앨범을 발표했다.
샘 브라운은 솔로 활동만큼이나 보조 가수 활동과 다른 가수와의 공동작업도 성공적으로 하고 있다. 그녀는 데이비드 길모어, 핑크 플로이드, 딥 퍼플, 피시, 조지 해리슨과 그 외에도 많은 음악가들과 같이 작업해 왔으며, 종종 줄스 홀랜드 밴드의 멤버로 등장한다.
미국에서는 핑크 플로이드의 1994년의 The Division Bell앨범과 세계 투어에서 보조 가수로서 처음으로 인지도를 얻었다. 2002년 그녀의 조지를 위한 콘서트(Concert For George)에서의 공연(Horse To The Water을 부름)은 미국인들의 더 많은 관심을 불러일으켰다.

## 음반 목록
- Stop!(멈춰요!) (1988)
- April Moon(4월의 달) (1990)
- 43 Minutes(43분) (1993)
- Box (1997)
- Reboot(재부팅;되띄우기) (2000)